# Feliz domingo
Feliz domingo para la juventud, o simplemente Feliz domingo, fue un programa de televisión argentino emitido por Canal 9 en las décadas de 1970, 1980, 1990 y posteriormente durante 2005. Estaba conducido originalmente por Orlando Marconi, y luego por Silvio Soldán. Fue uno de los programas pioneros y más recordados del canal.
En el programa jugaban dos tribunas (de colores verde y roja), que a lo largo del programa competían en diversos juegos para llegar al momento de "El Cofre de la Felicidad" (que consistía en que aproximadamente 30 chicos eligieran una llave por persona e intentaran abrir una especie de cofre de vidrio para ganar el viaje a Bariloche).
Durante los juegos el equipo que ganaba recibía puntos, mientras que el otro equipo, tenía que hacer llamados a familiares para que estos jugaran telefónicamente y ayudaran al equipo que perdió a sumar puntos.

## Historia
Feliz Domingo nació en 1970 como heredero de Domingos de mi Ciudad, que producían Gerardo Sofovich y Hugo Sofovich quienes debieron volver con el mismo a Canal 11 Buenos Aires a cumplimentar un contrato previo con la emisora dirigida por Héctor Ricardo García.
El primer conductor de Feliz domingo fue Orlando Marconi, incorporándose con el tiempo Silvio Soldán para conducir algunos de los concursos. El primer productor fue David Raisman, quien produjo también para Canal 9 Buenos Aires, Música en libertad, que se incorporaría a Feliz Domingo en una edición especial semanal y Grandes Valores del Tango, hasta 1972.
En el programa -que comenzaba al mediodía hasta las 10 de la noche- también había shows en vivo con grandes invitados. Las prendas musicales y de bailes, contaban con la actuación de una orquesta en vivo, dirigida por Eddie Pequenino. La duración del programa fue variando, llegó a extenderse por 12 horas (mediodía a medianoche); y en la época de la última dictadura militar una disposición prohibía los programas en vivo y de más de 3 horas de duración; por lo que el programa debió adaptarse y por un par de años salir grabado y con extensión reducida. También debió reducir su horario durante la crisis energética de 1988, cuando toda la programación de la televisión comenzaba a las cinco de la tarde.
En 1974, con la estatización de los canales, el título "Feliz domingo", que pertenecía a Alejandro Romay, debió reemplazarse por el de Domingos estudiantiles, y posteriormente Domingos para la Juventud.
En 1977, Orlando Marconi abandonó el programa para hacer su propio programa de estudiantes en Canal 11: "Tardes de Marconi". El lugar de Marconi fue ocupado por Leonardo Simons, en 1975.
En 1981, Simons dejó el programa y fue reemplazado efímeramente -sólo 6 meses- por Carlos Iglesias, quien a su vez fue reemplazado por Jorge Rossi, siempre en dupla con Soldán. Rossi permaneció hasta diciembre de 1986, y fue reemplazado por Marcelo Dos Santos en 1987, hasta diciembre de 1989. En 1990, Soldán pasaría a hacer dupla con Jorge Formento. También aparecía Silvia Merello por un breve período. 
Acompañó también a Soldán en la conducción Quique Dapiaggi. Intervenían, también, los actores Ubaldo Martínez, Jorge Luz y Juan Carlos De Seta y los periodistas Osvaldo Papaleo y Fernando de la Vega.

## Equipo
- Sonido y Musicalziación: Juan de Dios González - José Giubilei - Víctor Pérez - Ángel Lahosa
- Escenografía: Martha Bugallo - José María Cornide - Jorge Vede - Stella Dorsi
- Iluminación: Hugo Lettieri - Felipe Polcaro - Juan Solis - Rogelio Suárez - José Bongiorno
- Producción: Marcelo Bouzada - Roberto Sena - 0Leonardo Balsalobre - Fabiana Tiscornia
- Asistente de Dirección: Piero del Piano - Luis Alicastro - Claudio Paz - Ruben Da Matta - Jorge Luna Di Palma - Daniel Paredes
- Dirección: Eliso Nalli - Guillermo Burranits - Alejandro Faura - José María Varona - Mario Podrabinek - Raúl Caserta - Tato Pfleger - Jorge Luna Di Palma.
- Idea y Realización General: Osvaldo Gago - Gustavo González
- Secretarias: Julieta Vertié y Ofelia Hollman entre otras.

## Segmentos
Feliz Domingo, al tener 9 horas en vivo (de 13:00 a 22:00) tenía diferentes segmentos, llamados prendas. Entre ellas se destacaban el "Yo sé",  la prenda de baile con la "Ranchera con Relaciones", que utilizaba las rancheras de Luis Moreal ("No me toque el bandoneón" y "Cuarenta y cuatro" eran las más conocidas), el Ping-Pong de preguntas y respuestas, Camino al Oscar, Pido la palabra, Video Clips en vivo, El Baile de la silla y la gran final con el Cofre de la Felicidad. En esta final participaban todos los colegios ganadores de las diferentes prendas y consistía en elegir la llave que abriera el cofre, lo cual indicaba que ganaron el viaje a San Carlos de Bariloche.
La final, en algún momento, consistíó en un torneo de preguntas de cultura general entre todos los ganadores del concursos que habían participado durante el transcurso del programa, denominado El Repechaje y era fiscalizado por un jurado integrado por el escribano Carlos Alberto Prato Murphy y el Dr. Arnoldo Marino. También oficiaron de jurados, el Profesor Candeal, el Profesor Averna, Roberto Tálice y Ulises Petit de Murat.
En 1994 culminó la primera etapa del programa tras más de 25 años consecutivos. Los últimos conductores fueron Teto Medina, Iván Velasco y Carolina Fernández Balbis.

## Otras encarnaciones
En 1997, Feliz domingo volvió a salir al aire conducido por Pablo Codevilla, y en 1998 fue reemplazado por Lisandro Carret y Pablo Marcovsky hasta la desaparición del programa en 1999, cuando el canal que lo emitía (Canal 9), pasó a llamarse Azul TV.
Posteriormente en 2005, el programa volvió a aparecer, esta vez conducido por Carla Conte y David Kavlin junto con la participación de Silvio Soldán, aunque a mediados de 2006 el programa volvió a desaparecer.
Desde 2020, Feliz domingo volvió a aparecer en la televisión durante los Viernes dentro del programa Polémica en el bar, ciclo emitido por América TV.

## Curiosidades
- Es muy recordada la música triunfal de la final, una pieza llamada Luces de mi Ciudad de Mariano Mores.
- Tan recordado como la música era el "clásico" saltito de Soldán cuando abrían el cofre.
- El clásico eslogan de Feliz Domingo era: "Un programa hecho con amor".
- La final era llamada por Silvio Soldán "La emoción mayor de la televisión argentina".
- Las prendas eran practicadas por los colegios participantes dentro del mismo colegio en las semanas previas a la participáción en el programa.
- También se festejaban algunos cumpleaños de los chicos, a los que, como regalo, se les dedicaba un videoclip a elección de ellos.
- Una remake más aggiornada de Feliz Domingo, pero no tan ingenua como lo fue éste, era el programa conducido por Guido Kazcka "El Último Pasajero" transmitido por Telefe, que después se convirtió en "A Todo o Nada" que se transmitió por Canal 13 de Buenos Aires.
- En 2012, en la serie de ficción Graduados, se recreó el programa con los protagonistas de la serie y sus amigos en los años 80. Cabe destacar que Silvio Soldán también participó haciendo de sí mismo como conductor del programa.
- El programa tuvo su versión uruguaya llamada "Domingos Uruguayos", emitido por el canal 4 de Montevideo a fines de los 80 y principios de los 90.